# Colin Larkin
Colin Larkin é um escritor britânico. Foi fundador e editor-chefe da Encyclopedia of Popular Music e do livro All Time Top 1000 Albums, além de ter editado o Guinness Who's Who Of Jazz, o Guinness Who's Who Of Blues, e a Virgin Encyclopedia Of Heavy Rock Larkin já vendeu mais de 650 000 cópias de suas publicações.